# TR-1 템프
TR-1 템프는 소련의 사거리 800 km인 고체연료 전구 탄도 미사일이다. SS-12 스케일보드, SS-22 스케일보드, 9M76라고도 불린다.

## 역사
초기형은 SS-12 스케일보드, 개량형은 SS-22 스케일보드라고 부른다.
1987년 미소간에 체결된 INF 조약으로 폐기되었다.
R-17 스커드-BCD 미사일 발사대인 MAZ-543 트럭을 사용한다. 즉, 발사대는 똑같이 스커드 미사일 트럭을 사용하는데, 액체연료인 스커드와 달리 고체연료이다.

## 같이 보기
- MGM-31 퍼싱
- 미사일 목록
- J-600T 을드름
- 파테-313
- 키암 1호
- RT-21 템프 2S